# Dipolantenn

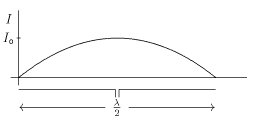
En enkel dipolantenn under ett diagram som visar hur strömmen I varierar längs antennen.

En dipolantenn är en antenn formad som ett T där foten typiskt är en koaxialkabel och spröten avpassade efter den våglängd som man önskar sända eller ta emot på.
Antennen är en slags omvänd svängningskrets som tar upp eller avger elektromagnetisk strålning. För att vara optimal ska den sammanlagda längden på de två spröten vara en halv våglängd eller en jämn multipel av en halv våglängd.
Våglängden beräknas som 299,7 dividerat med frekvensen i MHz (ljusets, och radiovågornas, hastighet är ca 299 700 km/s.) I praktiken inverkar antenntrådens tjocklek så att antennlängden blir totalt 5 procent kortare än ovanstående. För en viss våglängd bestäms alltså dipolens totala längd enligt {\displaystyle l_{tot}=0,\!95\cdot {\frac {\lambda }{2}}} (där λ är våglängden). Exempelvis för en antenn till 28 MHz-bandet bör längden vara 0,95⋅(299,7/28)/2 ≈ 5,08 meter. Noga räknat ska frekvensvärdet läggas på mitten av det önskade delbandet. På lägre band är skillnaden inte försumbar, vilket avslöjas vid en ståendevåg-mätning på en färdig antenn.
Genom att "stacka" dipolantenner vid sändning, det vill säga montera dem ovanpå eller bredvid varandra (beroende på vilken polarisation man vill ha), uppnår man en tätare signal vilket gör att mottagningsförhållandena runt om i terrängen blir bättre.
En antenn bestående av två korslagda dipolantenner kallas "vändkorsantenn".